# Xanthoparmelia beatricea
Xanthoparmelia beatricea är en lavart som beskrevs av Hale. Xanthoparmelia beatricea ingår i släktet Xanthoparmelia och familjen Parmeliaceae.   Inga underarter finns listade i Catalogue of Life.